# Congregació Mariana de Igualada
Congregació Mariana de Igualada va ser una publicació religiosa mensual en català editada a Igualada entre els anys 1931 i 1932.

## Descripció
L'editava la Congregació Mariana i en aquesta seu hi havia la redacció i l'administració. S'imprimia als tallers de Nicolau Poncell. Tenia quatre pàgines, a dues columnes, amb un format de 28 x 22 cm. A la capçalera hi havia un dibuix de Joan Junceda que mostrava la Mare de Déu protegint l'escut d'Igualada amb el seu mantell. El primer número va sortir l'abril de 1931 i l'últim, el 12, el maig de 1932.

## Continguts
A l'article de presentació recordaven l'anterior revista de la congregació Virtus et Labor (1922-1928) i comentaven «Avui, com Au Fènix que reneix de ses pròpies cendres, aquella revista enyorada ressorgeix de nou, amb l'embolcall humil d'aquesta fulla volandera. En ella tindrà la Congregació Mariana un missatger fidel i lleuger per a trametre als seus estimadíssims congregants les lliçons que la Verge els vol donar».
Era una publicació religiosa que parlava de les activitats de la Congregació Mariana: actes de pietat, excursions, caramelles, assemblees, esport, concursos, teatre, poesia, etc.
El núm. 9 (gener 1932) va ser extraordinari amb motiu del desè aniversari de la Congregació. Aquest número va tenir vint pàgines, hi havia il·lustracions i gairebé tots els articles eren col·laboracions signades, entre d'altres, per Isidre Solà Díaz, Manuel Vich Ravetllat, Antoni Malats, Amadeu Amenós i Roca, Joan Bta. Castellà i Valls, Francesc M. Colomer Oms i Lluís Valls Soler.